# شوهي أوكونو
شوهي أوكونو (باليابانية: 奥野将平؛ بالكانا: オクノ ショウヘイ) هو لاعب كرة قدم ياباني في مركز الوسط، ولد في 18 أغسطس 1990 في ساكاي في اليابان. لعب مع بوغون شتشين.

## وصلات خارجية
- شوهي أوكونو على موقع قاعدة بيانات كرة القدم.إي يو (الإنجليزية)
- شوهي أوكونو على موقع Soccerway.com (الإنجليزية)